# Mandeville (Luizjana)
Mandeville – miasto położone w stanie Luizjana, w parafii St. Tammany. Liczba mieszkańców wynosi 12 421 (dane z roku 2008). Mandeville jest położone na północy jeziora Pontchartrain naprzeciwko jeziora z Nowego Orleanu. Most Lake Pontchartrain Causeway łączy to miasto z Nowym Orleanem. Miasto to należy do aglomeracji Nowego Orleanu. Prawa miejskie uzyskało w 1840 r.